# Rita Redshoes
Rita Redshoes (* 10. Juli 1981 in Loures als Rita Pereira) ist eine portugiesische Sängerin.

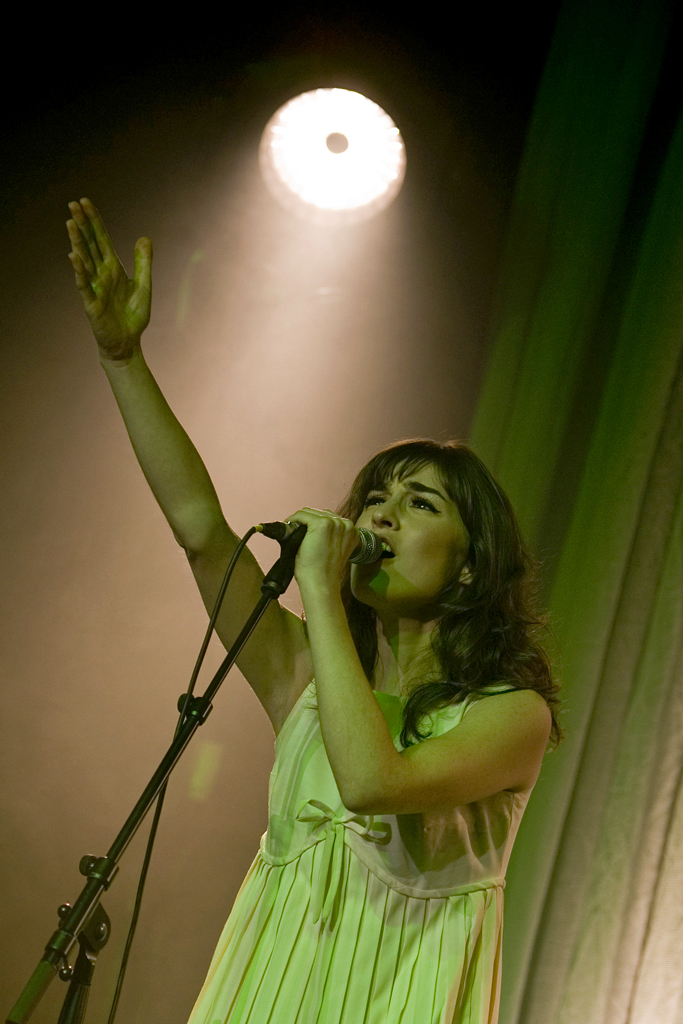
Rita Redshoes 2008

## Werdegang
Als Jugendliche war sie Schlagzeugerin einer Theatergruppe und spielte in verschiedenen Projekten, bevor sie mit ihrer 1997 gegründeten Alternative-Rock-Band Atomic Bees im Jahr 2000 ein Album aufnahm. Der ehemalige Silence 4-Kopf David Fonseca nahm sie 2003 als Keyboard-Spielerin in seine Begleitband auf. Mit ihm sang sie das Stück Hold Still von seinem Nummer-eins-Album Our Hearts Will Beat As One. Während der Tourneen mit Fonseca schrieb sie eigene Stücke. Der in Eigenproduktion aufgenommene Song Dream on girl erschien auf der Novos Talentos-Doppel-CD 2007, mit der die Ladenkette Fnac jährlich neue Talente vorstellt.
2008 erschien ihr Debütalbum Golden Era. Die 13 selbstgeschriebenen Stücke spielte sie überwiegend selbst ein, sie koproduzierte das Album, und das von ihr mitgestaltete Artwork enthielt Anspielungen an die Teenager-Musik und Unterhaltungsindustrie der 1950er Jahre. Die eigenwillige Mischung ihrer atmosphärischen Musik aus u. a. Pop, Country, Easy Listening, oder auch Southern Soul, ihre in akzentfreiem amerikanischem Englisch gesungenen Texte und deren Unterton in der vorherrschenden Liebesthematik, erinnerten entfernt an die Musik Lee Hazlewoods, Fiona Apples, Cat Powers oder der frühen Goldfrapp. Das Album stieg auf Platz 9 der Charts ein, in denen es für insgesamt 13 Wochen blieb. In der Folge gab sie zahlreiche Konzerte und eröffnete die portugiesischen Gastspiele von Bands wie Shout Out Louds oder Keane. Seit 2009 trat sie auch international auf, so auf dem Eurosonic-Festival in Groningen, und auf dem SXSW/South-by-Southwest-Festival in Austin (Texas). Im selben Jahr erreichte Golden Era Goldstatus in Portugal.
Der Musiker The Legendary Tigerman lud sie 2009 als Gastmusikerin für sein Chart-Album Femina ein. Es folgten weitere gemeinsame Aufnahmen und Auftritte, etwa auf dem Lissabonner Horrorfilm-Festival MOTELX, wo sie zum Stummfilm A Dança dos Paroxismos („Tanz der Anfälle“, 1929) des Regisseurs Jorge Brum do Canto Begleitmusik komponierten und aufführten.
Im November 2009 wurde Golden Era in Finnland, Schweden, Norwegen und Dänemark veröffentlicht, bevor im Sommer 2010 ihr zweites Album mit 14 neuen Stücken herauskam. Lights&Darks erschien in einer Teilauflage mit einer DVD mit 13 Kurzfilmen verschiedener Regisseure (u. a. sie selbst) zu ihren Liedern, und stieg auf Platz 2 der Charts ein. Eine Reihe Gastmusiker sind auf dem Album zu hören, u. a. The Legendary Tigerman und José Pino, ein Beat&R´n´R-Gitarrist der 1960er Jahre.

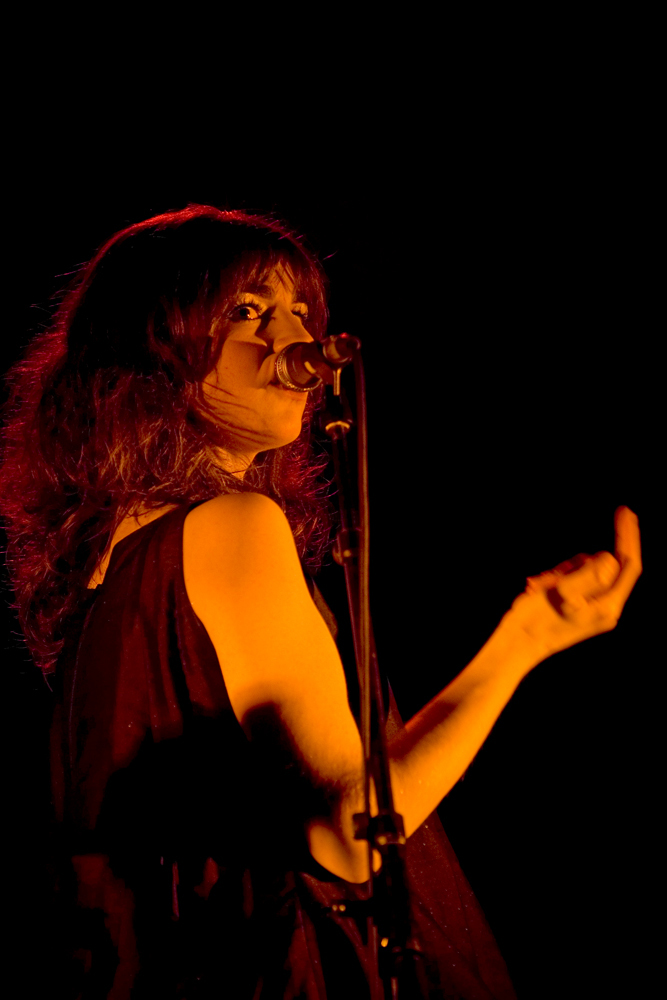
Rita Redshoes im Vorprogramm der Shout Out Louds

Rita Redshoes wurde von der Band Snow Patrol als Gastsängerin für ihren Auftritt beim Rock in Rio 2010 eingeladen, und sie trat auf Festivals wie dem schwedischen Peace & Love und dem portugiesischen Super Bock Super Rock auf. Mit dem Legendary Tigerman ging sie auf Tour für sein Femina-Album, sang Duette und schrieb die Musik zu einem Theaterstück mit ihm. Für ihren gemeinsamen Soundtrack zum Western Estrada de Palha („Straße aus Stroh“) von Rodrigo Areias erhielten sie auf dem Caminhos do Cinema Português-Filmfestival eine Auszeichnung. 2011 erschien ihr Lights&Darks-Album neu mit einer DVD, auf der neben verschiedenen anderen Videos eine Dokumentation über sie zu sehen war, mit Bildern ihrer Albumaufnahme, privaten Aufnahmen, Interviews u. a.
Rita Redshoes studierte klassische Musik und Psychologie. Neben ihrer ausgebildeten, charakteristischen Stimme sind die wechselnde Wirkung ihrer äußeren Erscheinung und ihr gleichzeitig unaufdringliches Auftreten ein Merkmal von Rita Redshoes. Sie wurde bei der Wahl ihres Künstlernamens 2007 vom Zauberer von Oz und von David Bowies Hitsong Let´s Dance inspiriert.

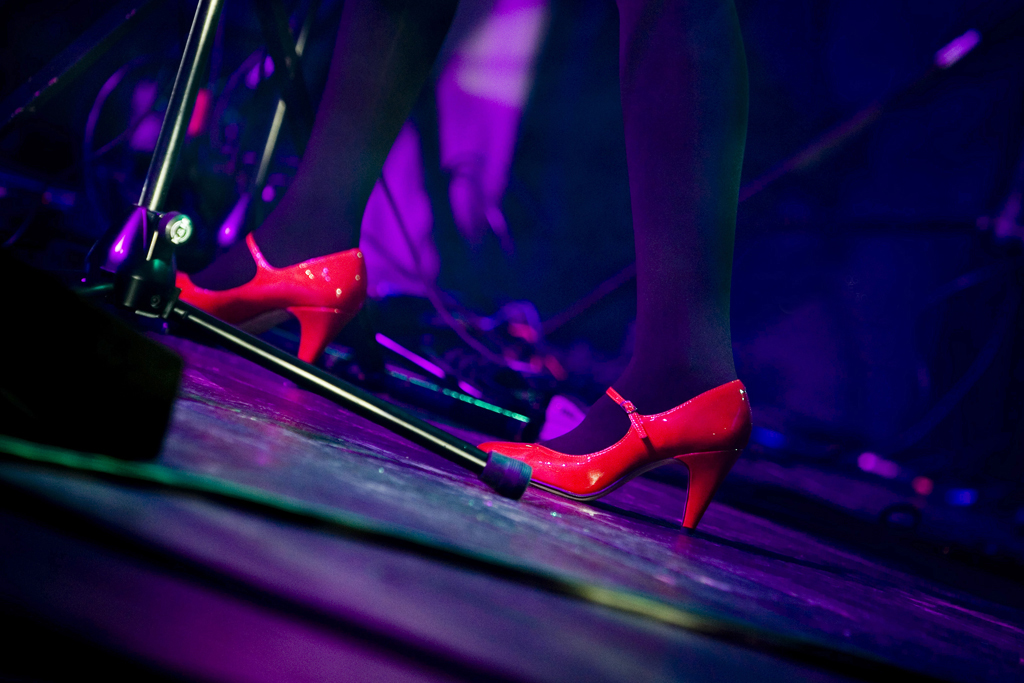
Rita Redshoes im Coliseu dos Recreios (Lissabon 2008)

## Diskografie
Alben

| Jahr | Titel                    | Höchstplatzierung, Gesamtwochen, AuszeichnungChartsChartplatzierungen (Jahr, Titel, Platzierungen, Wochen, Auszeichnungen, Anmerkungen) | Anmerkungen               |
| Jahr | Titel                    | PT | Anmerkungen               |
| ---- | ------------------------ | --- | ------------------------- |
| 2008 | Golden Era               | PT9 Gold · (13 Wo.)PT |                           |
| 2010 | Lights & Darks           | PT2 (6 Wo.)PT | Teilauflage mit Bonus-DVD |
| 2014 | Life Is a Second of Love | PT5 (2 Wo.)PT |                           |
| 2016 | Her                      | PT20 (2 Wo.)PT |                           |
| 2021 | Lado bom                 | PT32 (2 Wo.)PT |                           |

Weitere Alben
- 2011: Lights & Darks - Ultimate Edition (mit Doku-DVD)
- 2012: Estrada de palha (Soundtrack)
- 2013: O fascínora (Soundtrack)